# チロナミン
チロナミン（thyronamine）は、甲状腺ホルモンのチロキシン (T4) とトリヨードチロニン (T3) の脱炭酸および脱ヨードによって誘導される代謝物質である。